# Guty (powiat olecki)
Guty – wieś w Polsce położona w województwie warmińsko-mazurskim, w powiecie oleckim, w gminie Wieliczki.
W latach 1975–1998 miejscowość należała administracyjnie do województwa suwalskiego.
Majątek ziemski założony przez Adama Wojdowskiego, lokowany na prawie magdeburskim na 23 włókach w roku 1567. Adam Wojdowski scedował w roku 1567 księciu Albrechtowi 10 włók sołeckich, dwie włóki kupione i dwie nabyte drogą łaski pod Margrabową (Olecko), wielki dom na rynku w Olecku, dwór, stajnię i folusz tamże. Za to wszystko książę nadał mu 23 włóki w Gutach nad jeziorem Mikołajówką w starostwie straduńskim na prawie magdeburskim. Majątek ten należał do Wojdowskich ponad sto lat. Około 1800 roku nadal cały ten obszar stanowił majątek szlachecki. 
Szkoła powstała tu w 1902 roku, a w roku 1935 zatrudniała jednego nauczyciela i kształciła 37 dzieci w klasach od pierwszej do czwartej i 20 dzieci w klasach od piątej do ósmej. W roku 1939 było tu 206 mieszkańców.
Guty należały do parafii Wieliczki. Wieś w dokumentach wymieniana była jako Guttek, Gutteck i później Gutten. 